# Gruzja na Zimowych Igrzyskach Olimpijskich 2010

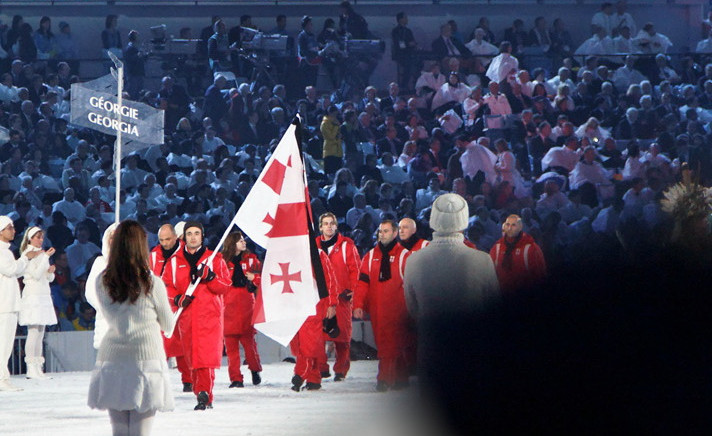
Reprezentacja Gruzji podczas ceremonii otwarcia igrzysk olimpijskich

Gruzję na Zimowych Igrzyskach Olimpijskich 2010 reprezentowało 8 zawodników.

## Łyżwiarstwo figurowe
| Zawodnik             | Konkurencja   | Program krótki | Program krótki | Program dowolny | Program dowolny | Wynik końcowy | Miejsce końcowe |
| Zawodnik             | Konkurencja   | Wynik          | Rk             | Wynik           | Rk              | Wynik końcowy | Miejsce końcowe |
| -------------------- | ------------- | -------------- | -------------- | --------------- | --------------- | ------------- | --------------- |
| Elene Gedewaniszwili | solistki      | 61,92          | 9              | 93,32           | 17              | 155,24        | 14              |
| Allison Reed         | pary taneczne | 42,22          | 21             | 63,45           | 22              | 132,32        | 22              |
| Otar Dżaparidze      | pary taneczne | 42,22          | 21             | 63,45           | 22              | 132,32        | 22              |

## Narciarstwo alpejskie
| Zawodnik           | Konkurencja       | 1 przejazd | 1 przejazd | 2 przejazd | 2 przejazd | Łącznie | Łącznie | Źródło               |
| Zawodnik           | Konkurencja       | Czas       | Pozycja    | Czas       | Pozycja    | Czas    | Pozycja | Źródło               |
| ------------------ | ----------------- | ---------- | ---------- | ---------- | ---------- | ------- | ------- | -------------------- |
| Iason Abramaszwili | slalom gigant (m) | 1:21,85    | 47.        | 1:25,38    | 36.        | 2:47,23 | 46.     | [ 2 ] [ 3 ] [ 4 ]    |
| Dżaba Gelaszwili   | slalom gigant (m) | 1:23,61    | 53.        | 1:26,71    | 51.        | 2:50,32 | 50.     | [ 2 ] [ 3 ] [ 4 ]    |
| Iason Abramaszwili | slalom (m)        | 51,89      | 34.        | DSQ        | DSQ        | DSQ     | DSQ     | [ 5 ] [ 6 ] [ 7 ]    |
| Dżaba Gelaszwili   | slalom (m)        | DNF        | DNF        | DNF        | DNF        | DNF     | DNF     | [ 5 ] [ 6 ] [ 7 ]    |
| Nino Ciklauri      | slalom gigant (k) | DNF        | DNF        | DNF        | DNF        | DNF     | DNF     | [ 8 ] [ 9 ] [ 10 ]   |
| Nino Ciklauri      | slalom (k)        | 59,77      | 60..       | 1:02,55    | 52.        | 2:02,23 | 50.     | [ 11 ] [ 12 ] [ 13 ] |

## Saneczkarstwo
- † Nodar Kumaritaszwili (Zginął podczas treningu. Jego śmierć uczczono minutą ciszy w trakcie uroczystości otwarcia igrzysk i wciągnięciem flagi tylko do połowy masztu.)[14]

- Lewan Gureszidze
  - jedynki mężczyzn - zrezygnował ze startu